# Онезький ВТТ
Онезький ВТТ (рос. ОНЕЖСКИЙ ИТЛ, Онеглаг) — підрозділ, що діяв в системі виправно-трудових установ СРСР з 5.02.38 до 05.05.42.

## Підпорядкування і дислокація
- ГУЛАГ з 05.02.38;
- УЛЛП з 26.02.41.

Дислокація: Архангельська область, ст. Плесецька Північної залізниці.

## Виконувані роботи
- лісозаготівлі,
- будівництво целюлозного заводу спрощеного виду (особливе будівництво № 1) на 17 км Мехрензької лісовозної залізниці з вересня 1938 (підготовка до пуску — березень 1939),
- поставка дров до Москви.

## Чисельність з/к
- 01.04.38 — 13 352,
- 01.01.39 — 16 733,
- 01.01.40 — 19 222;
- 01.01.41 — 19 181,
- 15.06.41 — 18 367;
- 01.01.42 — 19 941;
- 01.04.42 — 16 141